# Cluster II
Cluster II es el segundo álbum de estudio de los alemanes Cluster. Fue lanzado en 1972, y sería el primer disco de la banda en ser publicado por el sello Brain, que también editaría el posterior Zuckerzeit y el trabajo de Roedelius y Moebius en el supergrupo Harmonia. Es también el primer lanzamiento de Cluster como un dúo, tras la decisión de Conny Plank de concentrarse en labores de producción e ingeniería. Pese a esto, Plank sigue siendo acreditado como compositor junto a Dieter Moebius y Hans-Joachim Roedelius.
Cluster II prosiguió la transición de Cluster hacia un sonido más melódico y electrónico, y menos basado en la experimentación pura de su antecesor y de la encarnación previa de la banda, Kluster.

## Lista de canciones
Todas las canciones escritas por Dieter Moebius, Hans-Joachim Roedelius y Conny Plank
| N.º | Título               | Duración |  |
| 1.  | «Plas»               | 6:00     |  |
| 2.  | «Im Süden»           | 12:50    |  |
| 3.  | «Für die Katz'»      | 3:00     |  |
| 4.  | «Live in der Fabrik» | 14:50    |  |
| 5.  | «Georgel»            | 5:25     |  |
| 6.  | «Nabitte»            | 2:40     |  |

## Créditos

### Banda
- Hans-Joachim Roedelius – electrónica
- Dieter Moebius – órgano eléctrico, guitarras, efectos, electrónica

### Otros
- Arte de portada por Cluster.
- Fotografía por E. Walford.